# تاراس ختی
تاراس یورویچ ختی (به روسی: Тарас Юрьевич Хтей) (زاده ۲۲ مه ۱۹۸۲ در لووف) بازیکن والیبال دو ملیتی اکراینی روسی عضو تیم ملی والیبال روسیه و باشگاه بلگوری بلگورود است. تاراس از ستاره های تیم ملی روسیه محسوب می‌شود و به همراه روسیه مدال برنز بازی های المپیک تابستانی ۲۰۰۴ و طلای بازیهای المپیک تابستانی ۲۰۱۲ را به دست آورد.